# Projet GIPF
Le Projet GIPF est une série de jeux de stratégie combinatoires abstraits créés par Kris Burm entre 1997 et 2017, qui opposent deux joueurs. Le projet se nomme d'après le premier jeu de la série, GIPF. Les jeux du projet ont  comme point commun de se jouer sur une grille en forme d'hexagone et impliquent une diminution progressive du terrain. Chaque jeu peut se jouer indépendamment, cependant il existe des pièces spéciales appelées "potentiels" qu'un joueur obtient en gagnant une partie dans un des jeux du projet, et que l'on peut introduire dans GIPF pour ajouter de nouvelles fonctionnalités. Les différents jeux ont obtenu un grand succès parmi les jeux de stratégie, YINSH, DVONN, et ZÈRTZ ayant notamment gagné le prix Mensa Select.

## Histoire

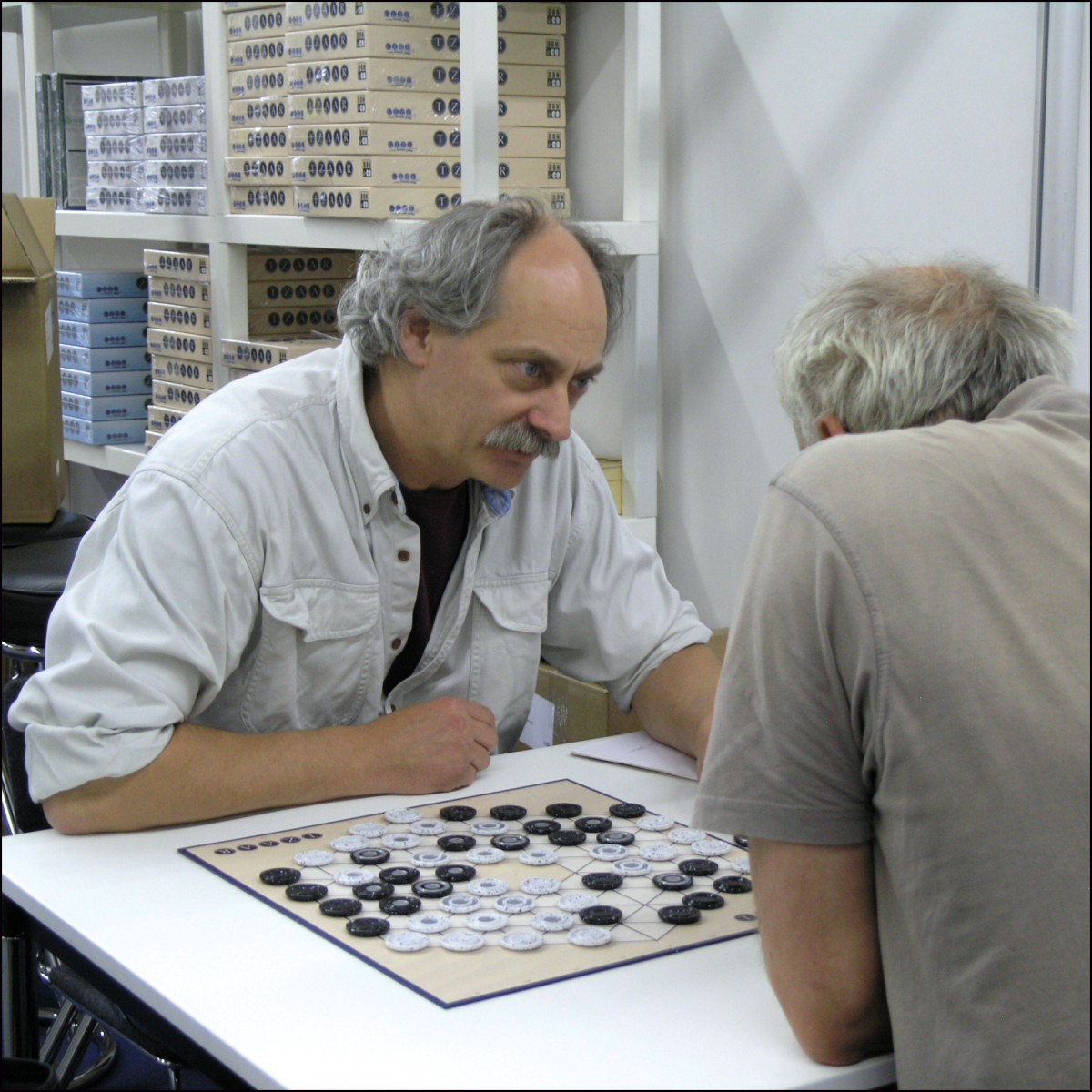
Kris Burm jouant à TZAAR

Kris Burm fonde en 1996 la société Don & Co, dans le but de montrer le potentiel que pouvaient avoir les jeux abstraits. Le projet GIPF est lancé en 1997 en Belgique avec la publication par Don & Co du premier jeu, GIPF. En 1998, la société de jeux Schmidt Spiele commence à publier les jeux du projet GIPF. Kris Burm décide de cesser la collaboration avec la société allemande en 2000, déclarant avoir eu une mauvaise expérience avec eux. Les années suivantes, ZÈRTZ (2000), DVONN (2001), YINSH (2003) et PÜNCT (2005) sont publiés par Don & Co et en parallèle par l'éditeur américain Rio Grande Games. Burm annonce que PÜNCT marque la fin de son aventure avec Don & Co, et en 2006 la société belge Smart Games reprend l'édition du projet. TZAAR paraît en 2007 chez Smart Games et remplace TAMSK dans le Projet GIPF. Le dernier jeu en date, LYNGK, paraît en 2017, chez le même éditeur.

## Jeux du projet
Le projet Gipf comprend sept jeux se basant chacun sur une mécanique de jeu différente :
- GIPF, le fait de pousser les pièces ;
- TAMSK, la réduction du temps ;
- ZÈRTZ, le sacrifice ;
- DVONN, l'empilement ;
- YINSH, le fait de retourner les pièces ;
- PÜNCT, la connexion ;
- TZAAR, l'empilement et la capture ;
- LYNGK est une synthèse de tous les jeux précédents (excepté TAMSK) et utilise donc de nombreuses mécaniques[6] ;

GIPF
TAMSK
ZÈRTZ
DVONN
YINSH
PÜNCT
TZAAR
LYNGK

Le jeu TAMSK, paru en 1998, est également lié au projet GIPF mais a été remplacé par TZAAR en 2007.
Le projet est nommé d'après le nom du premier jeu de la série. Tous les jeux de la série se jouent sur un plateau hexagonal, excepté DVONN, et impliquent la diminution de la zone de jeu de chaque joueur. Bien que les jeux puissent être joués individuellement, la série permet aux joueurs d'introduire dans GIPF de nouvelles pièces dotées de pouvoirs spéciaux, appelées "potentiels", après leur victoire dans n'importe quel autre jeu de la série. Le jeu de base, GIPF, peut ainsi être joué dans de nombreuses versions différentes.
L'idée d'introduire des jeux supplémentaires pouvant être utilisés pour influencer le résultat du jeu principal est venue de l'enfance de Burm, lorsque lui et son frère faisaient des "courses" de voitures sur un tapis. À chaque tour, ils jouaient à un autre jeu, et le gagnant de ce jeu pouvait lancer six dés pour faire avancer sa voiture, tandis que le perdant n'en lançait que cinq.
Des sets de jeux de GIPF incluant les potentiels ont été publiés : GIPF Set 1, en 1999, avec les potentiels TAMSK, GIPF Set 2, en 2001, avec les potentiels ZÈRTZ et DVONN, et enfin GIPF Set 3, en 2006, avec les potentiels YINSH et PÜNCT. Burm a précisé qu'il n'y aurait pas de potentiels pour le jeu TZAAR, et que seraient utilisés ceux du jeu TAMSK, en sa mémoire.
Tous les jeux de la série sont des jeux de stratégie combinatoires abstraits, et sont totalement dépourvus d'éléments aléatoires. Tous les terrains de jeu sont basés sur une géométrie hexagonale, et les jeux sont joués le long des trois axes principaux. Les jeux eux-mêmes ne possèdent pas de thème particulier. Cependant, dans le cadre du projet, les idées de "Jeu" (GIPF), de "l'Esprit humain" (PÜNCT), ainsi que les quatre éléments "Feu" (DVONN), "Eau" (ZÈRTZ), "Terre" (TZAAR, anciennement TAMSK) et "Air" (YINSH) sont attribués aux jeux.
Le nom du jeu GIPF dérive du mot allemand "Gipfel" désignant le sommet d'une montagne, endroit depuis lequel Kris Burm a créé le jeu. Les autres noms de jeux sont tous composés de quatre consonnes et une voyelle, en dehors de TZAAR, et sans lien avec des mots existants.

## Accueil du public
Les jeux du projet GIPF jouissent d'une grande popularité auprès des amateurs de jeux abstraits et ont reçu, dès le début, de très bonnes critiques de la part des critiques de jeux. YINSH, par exemple, a reçu la troisième meilleure note globale de tous les temps (9,33 sur 10) dans le magazine spécialisé spielbox (de),, après Puerto Ricoet l'extension maritime des Colons de Catane. Des clubs ont été créés dans le monde entier et des tournois sont organisés pour chaque jeu. De nombreux sites web proposent de jouer aux jeux du projet GIPF en ligne, et rencontrent un grand succès. En 2019, bien que 12 ans après la sortie de TZAAR, le site BoardGameGeek classait les jeux du projet à un très haut niveau de popularité : YINSH, TZAAR, DVONN, ZÈRTZ, LYNGK, GIPF, et PÜNCT sont, respectivement, les 3e, 4e, 6e, 12e, 15e, 27e, et 59e parmi les jeux abstraits. TAMSK, qui a été officiellement retiré du projet, est néanmoins 71e.